# Atkinson Mills
 (août 2025).
Atkinson Mills est une census-designated place située dans le comté de Mifflin, dans l’État de Pennsylvanie, aux États-Unis. Lors du recensement de 2020, elle compte 152 habitants.